# Bristol T.B.8
El Bristol T.B.8 (o Bristol-Coanda T.B.8) fue uno de los primeros biplanos británicos, fabricado por la Bristol Aeroplane Company en 1913, que fue producido en un número significativo para la época (54 aparatos construidos). Aunque fue usado principalmente como entrenador, el T.B.8 también fue, brevemente, usado como bombardero ligero en las primeras etapas de la Primera Guerra Mundial por el Real Servicio Aéreo Naval (Royal Naval Air Service, RNAS).

## Diseño y desarrollo

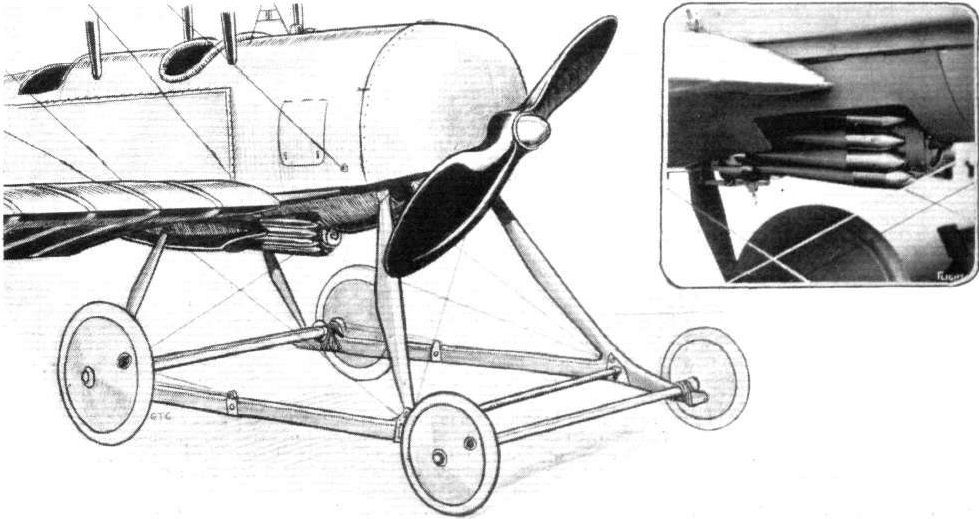
El Bristol T.B.8 equipado con el lanzador de bombas cilíndrico.

El diseñador rumano Henri Coandă, jefe de diseño de la Bristol Aeroplane Company entre 1911 y 1914, desarrolló una conversión a biplano de su anterior creación, el Bristol Coanda Monoplane, en noviembre de 1912, en respuesta a peticiones de España y Alemania de un biplano biplaza adaptable tanto al motor Renault de 70 hp como al Daimler de 90 hp, motores preferidos por sus potenciales clientes. El Gobierno español solicitó cinco ejemplares a principios de 1913. Este aparato fue expuesto en el Salón de la Aeronáutica del Olympia de Londres en febrero de 1913, el mes siguiente el B.R.70 (más tarde B.R.7) realizó su primer vuelo en Larkhill. Las prestaciones no alcanzaron las especificaciones solicitadas en el contrato; a pesar de las pruebas realizadas con un nuevo juego de alas y con hélices bipala y de cuatro palas, por lo que el Gobierno español rechazó la entrega. De este tipo se construyeron siete ejemplares, el último de ellos con alas de mayor envergadura.
Mientras tanto, el Almirantazgo británico solicitó un avión similar; en esta ocasión el diseñador se inclinó por convertir un Bristol Coandă Military Monoplane, con motor Gnome de 80 hp, a una configuración de biplano, y de este modo surgió el prototipo T.B.8, completado más tarde con dos flotadores y que fue entregado en Calshot en enero de 1913. El 12 de agosto voló una segunda conversión, que en octubre fue entregada en Eastchurch. A finales de ese año, 10 Bristol Coandă Monoplane que se habían exportado a Alemania, Italia y Rumania, volvieron a la factoría de Bristol en Filton para realizarles una conversión similar.
Los dos primeros T.B.8 de nueva construcción fueron terminados en noviembre de 1913, y la presentación del segundo ejemplar en el Salón de París de ese año llevó a la concesión de una licencia a la organización Louis Blériot para la producción de dicho modelo en Francia. El primitivo sistema de control lateral por deformación alar fue desechado y reemplazado por alerones, incorporados a un lote de 12 ejemplares, en principio proyectados para el Real Cuerpo Aéreo y que finalmente fueron entregados al Real Servicio Aéreo Naval en octubre de 1914, prestando servicio en Eastchurch y en el No. 1 Squadron en Gosport. En Brislington se construyeron otros 24 ejemplares para realizar tareas de entrenamiento, ocho de ellos con motores Gnome de 50 hp, trece con motores Le Rhône de 60 hp, y tres células sin motor. Las entregas tuvieron lugar entre septiembre de 1915 y febrero de 1916. En abril de 1914, apareció un biplaza con asientos lado a lado, también convertido a partir de un Bristol Coandă Monoplane.
El T.B.8 era un biplano biplaza monomotor con un esbelto fuselaje. Mientras que los primeros T.B.8 usaban la deformación alar, los aparatos producidos más tarde fueron equipados con alerones. También estaban equipados con un distintivo tren de aterrizaje de cuatro ruedas. Los T.B.8 montaron una variedad de motores rotativos, incluidos motores Gnome y Le Rhône, con potencias desde 50 hp (los Gnome) a 100 hp de los motores Gnome Monosoupape.
Un T.B.8 fue equipado con una mira de bombardeo en la parte delantera de la cabina de pilotaje y un contenedor cilíndrico para bombas bajo el fuselaje con capacidad para 12 bombas de 4,5 kg, que podían ser lanzadas individualmente o todas a la vez. Este aparato fue expuesto en el Salón de la Aeronáutica de París en 1913, y evaluado por los militares franceses, antes de que fuese adquirido por el RNAS.

## Historia operacional
Los T.B.8 fueron adquiridos para ser usados por el RNAS y el RFC, si bien los T.B.8 del RFC fueron transferidos al RNAS poco después del inicio de la Primera Guerra Mundial.
Tres T.B.8, incluido el aparato expuesto en París en diciembre de 1913, con equipamiento para bombardeo, fueron enviados a Francia al inicio de la guerra, sirviendo en el escuadrón del RNAS al mando de Charles Rumney Samson. Uno de esos T.B.8 llevó a cabo un ataque de bombardeo a unas baterías de artillería alemanas, en Middelkerke, Bélgica, el 25 de noviembre de 1914, siendo la única salida de bombardeo volada por los T.B.8.
El T.B.8 fue considerado demasiado lento para las operaciones en la línea del frente, y fue relegado a operaciones de entrenamiento, sirviendo hasta 1916.
El T.B.8 también fue utilizado por Rumania, con seis Bristol-Coanda Monoplane de la Escuela Militar de Aviación de Rumanía transformados por Bristol en T.B.8.

## Variantes
G.B.75
El gobierno rumano, satisfecho con sus T.B.8, hizo un pedido de una versión mejorada, para la que utilizaron motores Gnome Monosoupape de 75 hp. El aparato resultante, designado G.B.75 fue significativamente diferente en apariencia, con un fuselaje frontal de líneas rectas y un carenado redondeado para el motor rotativo. El característico plano de cola del Coanda fue reemplazado por un timón no compensado más empenaje. La velocidad máxima se incrementó hasta los 130 km/h. Voló por primera vez el 7 de abril de 1914 y requirió varios cambios para ajustar el centro de presión, pero fue juzgado preparado para ser entregado en junio. Sin embargo, fue retenido, permaneciendo en servicio del RFC, en Farnborough, equipado con un motor Gnome estándar.
T.B.8H
Un Bristol Coanda Monoplane fue convertido en el prototipo del T.B.8 y fue equipado con flotadores como la variante T.B.8H ("Hydro").

## Operadores
Reino Unido
- Royal Flying Corps
- Royal Naval Air Service

 Rumania
- Real Fuerza Aérea Rumana: 10 ejemplares.[6]

## Especificaciones (T.B.8)
Referencia datos: Bristol Aircraft Since 1910  

### Características generales
- Tripulación: Dos
- Longitud: 8,9 m (29,3 ft)
- Envergadura: 11,5 m (37,7 ft)
- Superficie alar: 42 m² (452,1 ft²)
- Peso vacío: 440 kg (969,8 lb)
- Peso cargado: 755 kg (1664 lb)
- Planta motriz: 1× motor rotativo de 7 cilindros refrigerado por aire Gnome Lambda.
  - Potencia: 60 kW (83 HP; 82 CV)
- Hélices: Bipala de paso fijo

### Rendimiento
- Velocidad máxima operativa (Vno): 113 km/h (70 MPH; 61 kt)
- Alcance: 5 h
- Tiempo a altitud: 11 min para 914 m (3000 pies)

### Armamento
- Ametralladoras:  Algunos fueron equipados con una de 7,92 mm
- Bombas: 12 ligeras de 4,5 kg